# Amy Argetsinger
Pour les articles homonymes, voir Argetsinger.
Amy Argetsinger (née en 1968 à Alexandria) est une journaliste américaine, rédactrice de la rubrique Style du Washington Post. Elle écrit pour The Post depuis 1995, elle a couvert les banlieues du Maryland, l'enseignement supérieur et plus tard la Côte Ouest comme reporter en poste à Los Angeles avant de travailler pendant huit ans comme co-éditorialiste dans le "Reliable Source", en partageant avec Roxanne Roberts (en). Toutes  deux apparaissaient régulièrement dans l'émission Tucker (en) le vendredi soir sur MSNBC avant sa suppression.

## Jeunesse
Amy Argetsinger est née à Alexandria en Virginie. Elle étudie à la St. Agnes School, obtenant son diplôme en 1986, puis elle part à l'Université de Virginie, où elle obtient  un diplôme en Political and Social Thought en 1990. Argetsinger est élue Echols Scholar. Elle s'occupe du journal hebdomadaire de l'école, The Declaration.

## Carrière journalistique
Amy Argetsinger débute dans le journalisme en 1991 dans les Quad Cities de l'Illinois/Iowa, à l'Argus de Rock Island et au Daily Dispatch de Moline. Elle rejoint The Washington Post en décembre 1995 comme rédactrice Metro dans l'agence d'Annapolis du journal. Plus tard, elle s'occupe de l'enseignement supérieur. Juste avant son embauche en 2005 au "Reliable Source", elle a couvert la Côte Ouest comme cheffe de l'agence de Los Angeles du Post.